# Hyperietta luzoni
Hyperietta luzoni är en kräftdjursart som först beskrevs av Stebbing 1888.  Hyperietta luzoni ingår i släktet Hyperietta och familjen Lestrigonidae. Inga underarter finns listade i Catalogue of Life.